# بیلوزرسکه
شهر بیلوزرسکه (به روسی: Білозерське) در استان دونتسک در کشور اوکراین واقع شده‌است. جمعیت این شهر ۱۷٬۸۶۸ نفر  است.

## نگارخانه

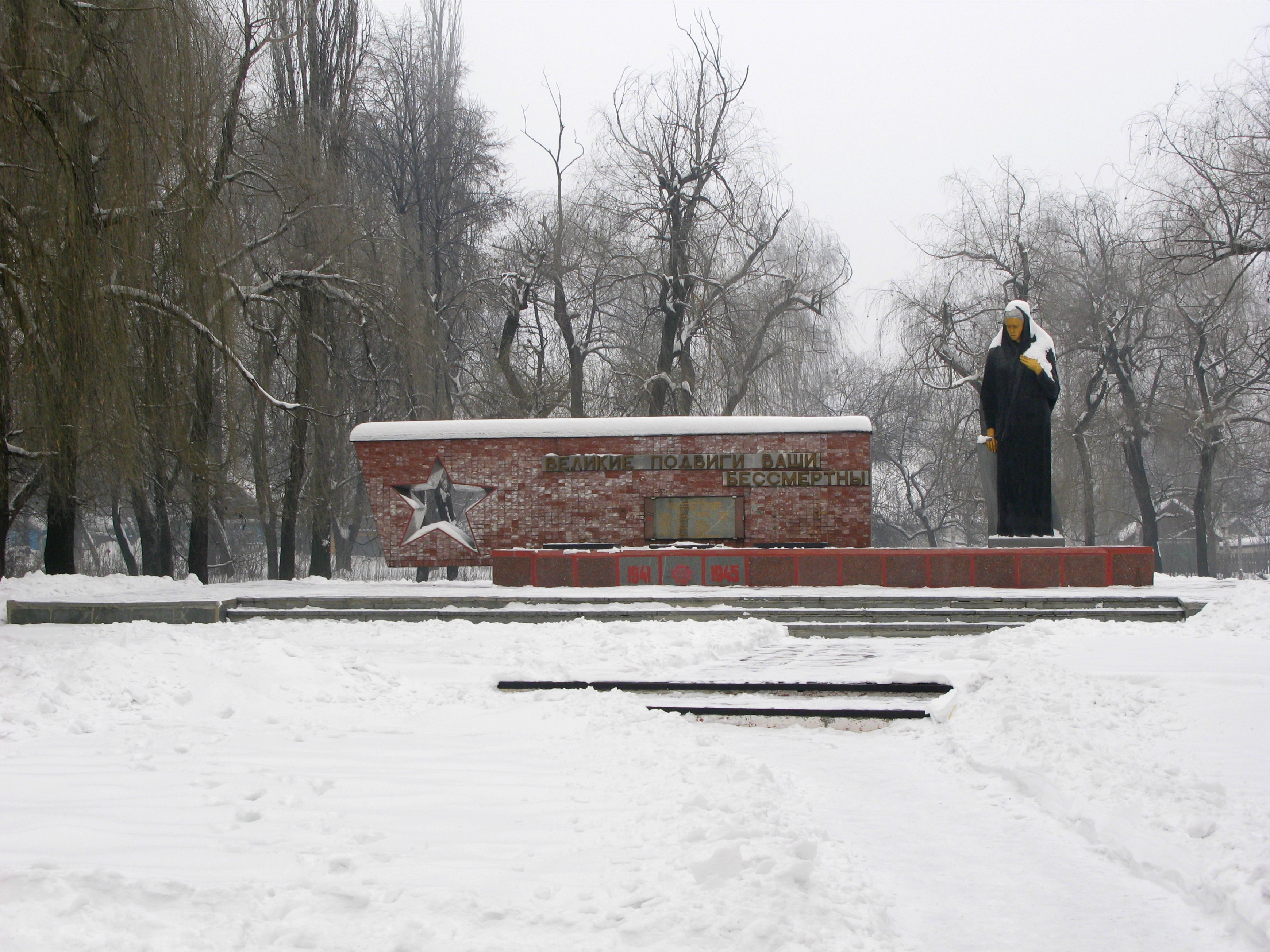
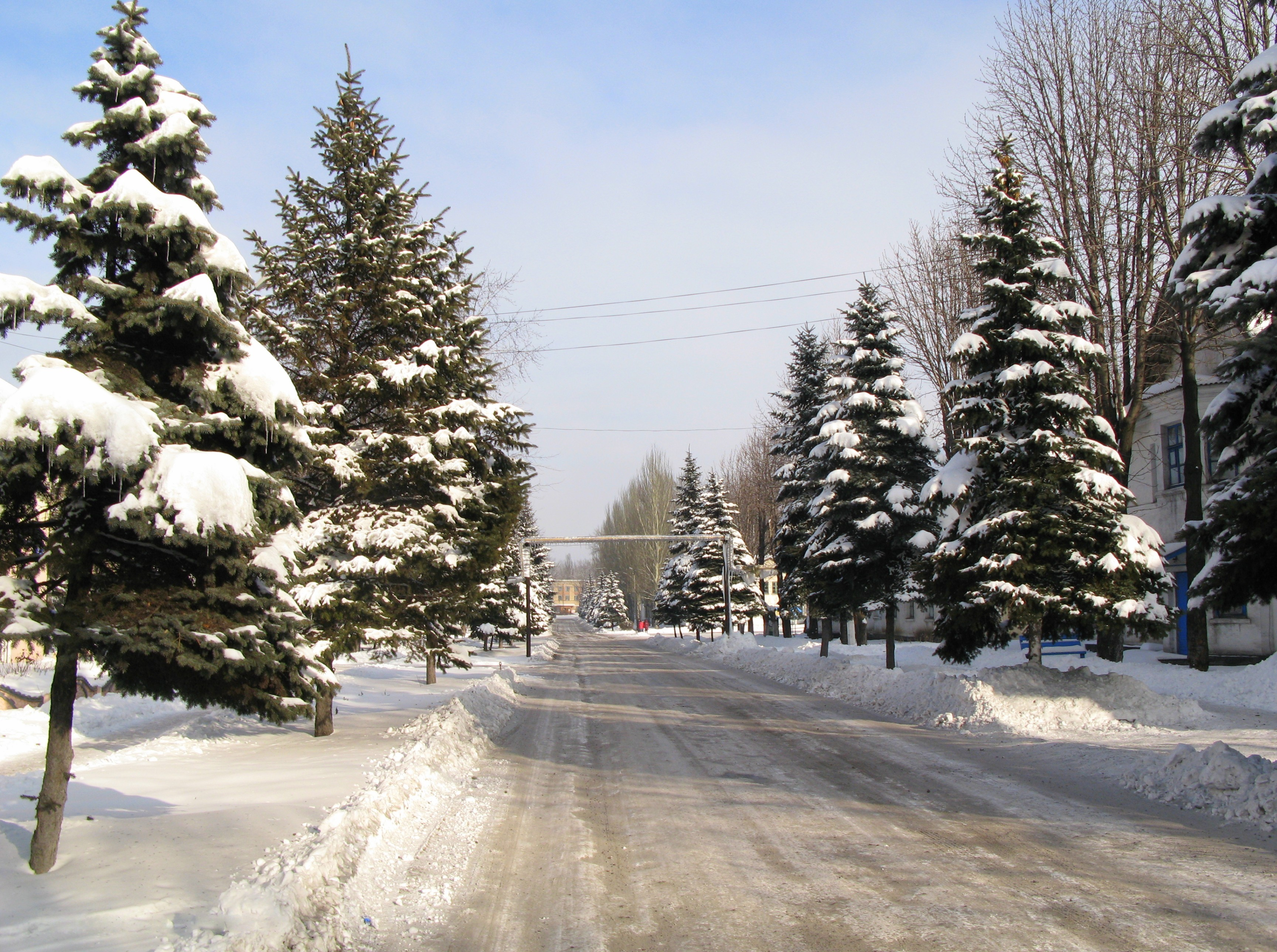
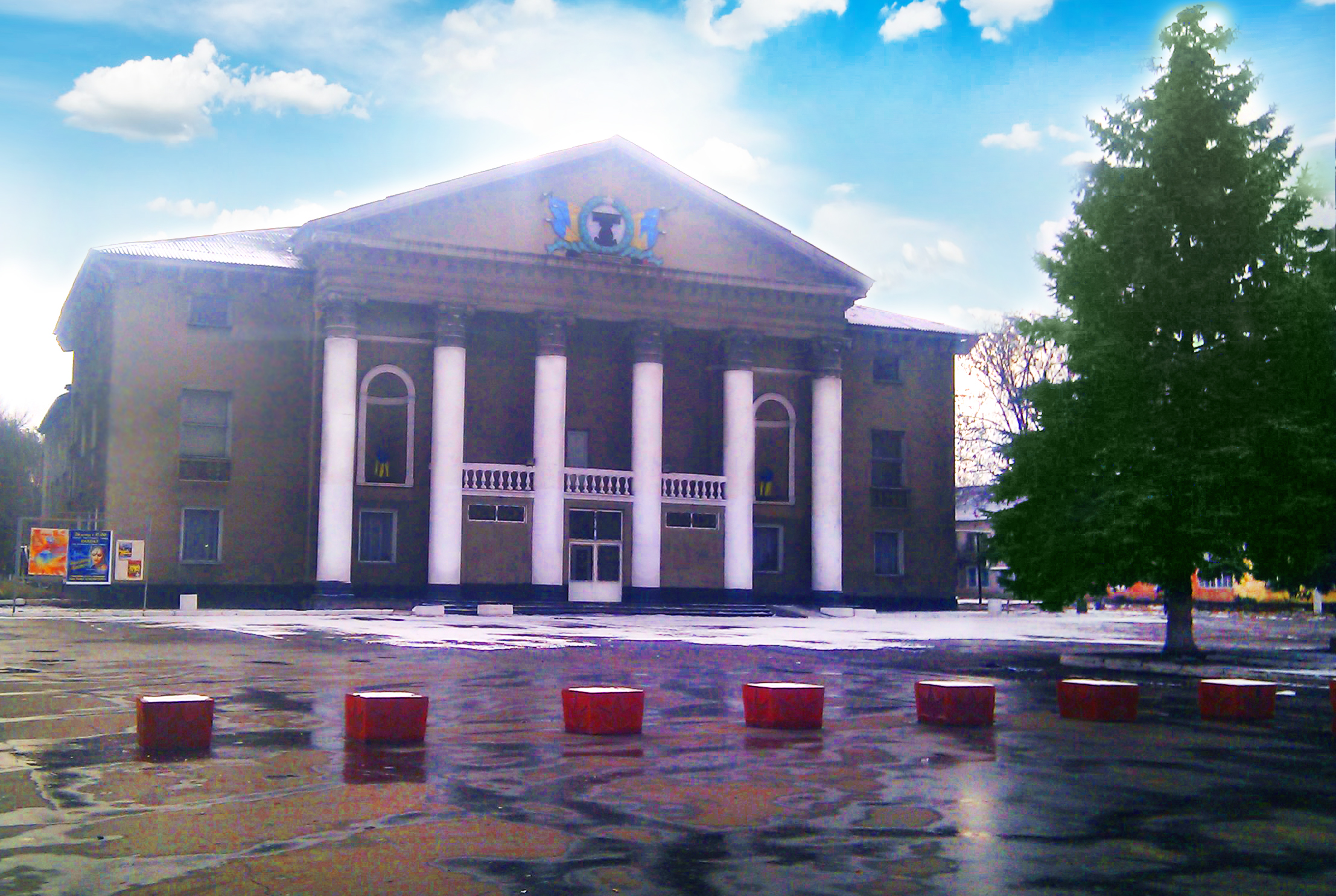
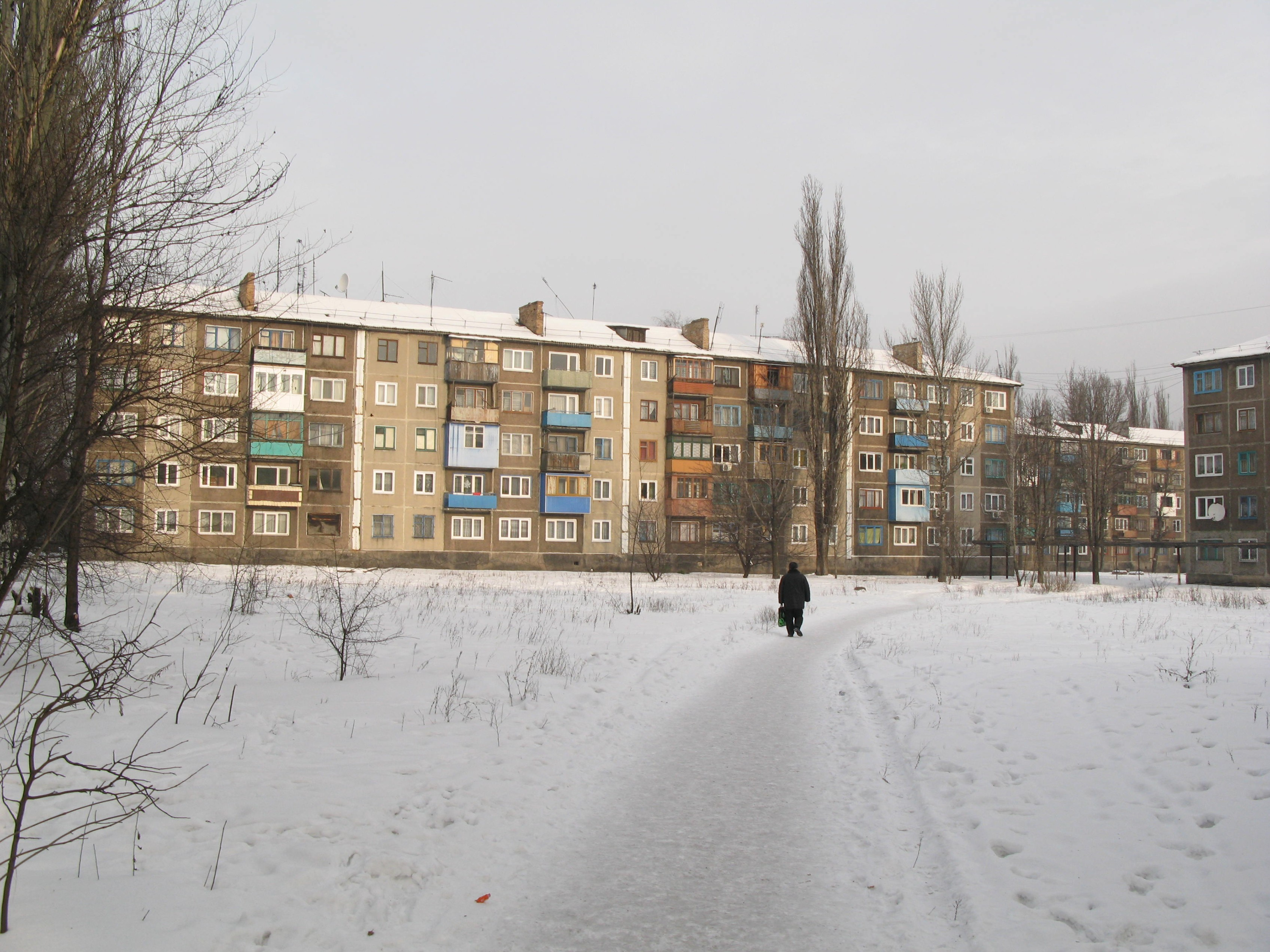